# Beilin
Beilin léase Béi-Lin (en chino:碑林区, pinyin:Bēilín qū, lit: bosque de Estelas) es un distrito urbano bajo la administración directa de la subprovincia de Xi'an. Se ubica al sureste de la provincia de Shaanxi, este de la República Popular China. Su área es de 22 km² y su población total para 2015 fue +600 mil habitantes.

## Administración
El distrito de Beilin se divide en 8 pueblos que se administran en subdistritos.

## Museo
El Museo de Beilin (西安碑林) es un museo de estelas y esculturas de piedra ubicado en este distrito. Se encuentra en un antiguo templo confuciano, ha albergado una creciente colección de estelas desde el año 1087. En 1944 era el museo principal de la provincia de Shaanxi. Debido a la gran cantidad de estelas, pasó a llamarse oficialmente Xi'an-Beilin en 1992. Con cerca de 3000 estelas en el museo, es la mayor colección de estelas en China, se divide en siete salas de exposiciones, que muestran principalmente obras de caligrafía, pintura y registros históricos.